# Socialismo do século XXI

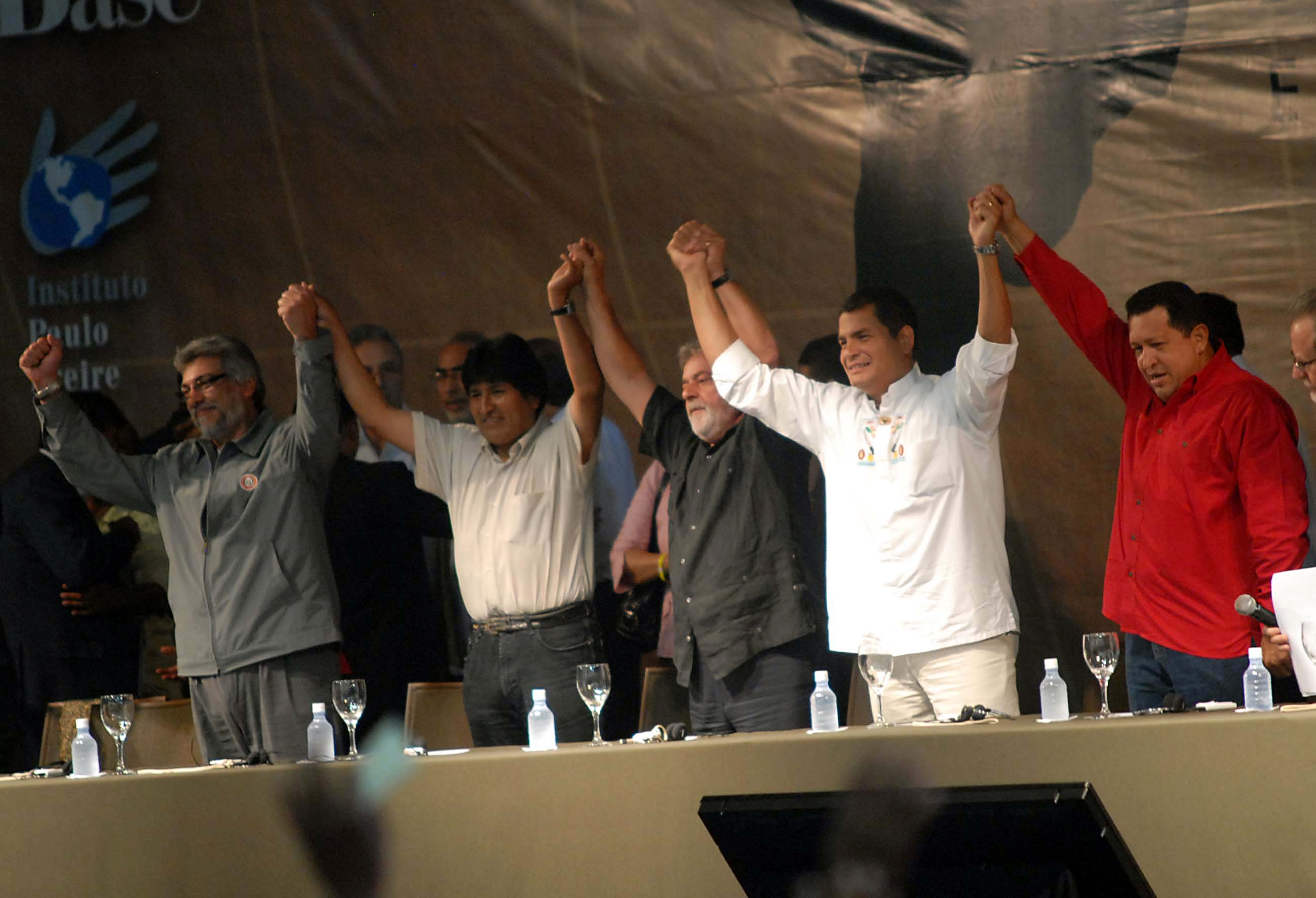
Fernando Lugo (Presidente do Paraguai), Evo Morales (Presidente da Bolívia), Lula da Silva (Presidente do Brasil), Rafael Correa (Presidente do Equador) e Hugo Chávez (Presidente da Venezuela) em 29 de janeiro de 2009

Socialismo do século XXI é um conceito político e um slogan cunhado pelo sociólogo alemão Heinz Dieterich, em 1996. Foi usado por Hugo Chávez durante um discurso no Fórum Social Mundial de 2005 e tem sido divulgado por Dieterich activamente em todo o mundo desde 2000, especialmente pela América Latina.
Heinz Dieterich é considerado o conselheiro (informal) do processo de desenvolvimento bolivariano, executada pelo presidente venezuelano Hugo Chávez. Segundo Dieterich, nem o capitalismo industrial e nem o socialismo real conseguiu "resolver os problemas urgentes da humanidade, como pobreza, fome, exploração, opressão econômica, o sexismo, o racismo, a destruição dos recursos naturais, e a ausência de uma real democracia participativa".
Para corrigir estas falhas, Dieterich sugere a construção de quatro instituições básicas dentro da nova realidade da civilização pós-capitalista, a saber:
1. Equivalência económica, que deverá ser baseado na teoria marxista do valor-trabalho e é determinada democraticamente por aqueles que criam diretamente valores, em vez dos princípios da economia de mercado;
2. A democracia da maioria, que faz uso de plebiscitos para decidir sobre questões importantes que afetam a sociedade como um todo;
3. Democracia de base, com base nas instituições democráticas como representantes legítimos dos interesses comuns da maioria dos cidadãos, com uma protecção adequada dos direitos das minorias;
4. O assunto de forma crítica e responsável, aos cidadãos de forma racional, ética e esteticamente autodeterminada.

Depois da guinada à esquerda, a qual levou Chávez e vários políticos de esquerda à presidência, veio a onda conservadora e também novo avanço de políticos à esquerda nas disputas eleitorais das presidências dos países. Porém, segundo o próprio Dietrich, essas ascensões recentes não podem ser classificada como "socialismo do século XXI".
Entre as características do socialismo do século XXI está o pós-neoliberalismo.

## Pós-neoliberalismo
O pós-neoliberalismo, também conhecido como antineoliberalismo, é um conjunto de ideais caracterizadas pela rejeição do neoliberalismo e das políticas econômicas do Consenso de Washington. Embora haja um debate acadêmico sobre os aspectos definidores do pós-neoliberalismo, este é frequentemente associado ao "progressismo fiscal" como uma resposta aos excessos ou fracassos do neoliberalismo, envolvendo nacionalização e redistribuição da riqueza, ou mesmo protecionismo e sindicalismo.
O movimento teve uma influência particular na América Latina, onde a maré rosa levou ao reestabelecimento de governos de esquerda na década de 2000. Exemplos de governos pós-neoliberais incluem os antigos governos de Evo Morales na Bolívia e Rafael Correa no Equador.

### História
A ideia do pós-neoliberalismo surgiu durante a maré rosa das décadas de 1990 e 2000, quando críticos latino-americanos de esquerda do neoliberalismo, como Hugo Chávez e Evo Morales, foram levados ao poder. Segundo os investigadores, a eleição de Chávez como presidente da Venezuela em 1999 marcou o início definitivo da maré rosa e do movimento pós-neoliberal. Após a sua eleição, Rafael Correa, Néstor Kirchner, Evo Morales e vários outros líderes associados ao movimento pós-neoliberal foram eleitos na América Latina durante as décadas de 2000 e 2010. Na década de 2020, o presidente eleito chileno Gabriel Boric, que saiu vitorioso nas eleições gerais chilenas de 2021, prometeu acabar com o modelo econômico neoliberal do país, afirmando: "Se o Chile foi o berço do neoliberalismo, será também o seu túmulo".
Embora as ideias do pós-neoliberalismo não sejam exclusivas da América Latina, estão amplamente associadas à região.

### Ideologia
O pós-neoliberalismo procura mudar fundamentalmente o papel do Estado nos países onde o Consenso de Washington outrora prevaleceu. Para conseguir isto, os líderes pós-neoliberais na América Latina têm defendido a nacionalização de diversas indústrias, nomeadamente as indústrias do gás, da mineração e do petróleo. O pós-neoliberalismo também defende a expansão dos benefícios sociais, um maior investimento governamental na redução da pobreza e uma maior intervenção estatal na economia.

#### Crítica à desigualdade
Os críticos antineoliberalismo argumentam que as políticas neoliberais aumentaram a desigualdade econômica e exacerbaram a pobreza global. A globalização promovida pelo neoliberalismo tem sido responsabilizada pela emergência de um "precariado", uma nova classe social que enfrenta uma aguda insegurança socioeconômica e alienação. Nos EUA, a "transformação neoliberal" das relações laborais, que diminuiu consideravelmente o poder dos sindicatos e aumentou o poder dos empregadores, tem sido responsabilizada por muitos pelo aumento da precariedade, que poderá ser responsável por até 120.000 mortes em excesso por ano. Na Venezuela, antes da crise venezuelana, a desregulamentação do mercado de trabalho resultou num maior emprego informal e num aumento considerável de acidentes industriais e doenças profissionais. Mesmo na Suécia, onde apenas 6% dos trabalhadores são afetados por salários que a OCDE considera baixos, alguns acadêmicos argumentam que a adoção de reformas neoliberais – em particular a privatização dos serviços públicos e a redução dos benefícios estatais – é a razão tornou-se a nação com a desigualdade de rendimentos que mais cresce na OCDE.
Um relatório de 2016 elaborado por investigadores do Fundo Monetário Internacional (FMI) criticou as políticas neoliberais por aumentarem a desigualdade econômica. Embora o relatório incluísse elogios ao neoliberalismo, dizendo que "há muito o que comemorar na agenda neoliberal", observou que certas políticas neoliberais, particularmente a liberdade de capital e a consolidação fiscal, resultaram no "aumento da desigualdade", o que "por sua vez colocou em risco a durabilidade [expansão] econômica". O relatório afirma que a implementação de políticas neoliberais pelas elites econômicas e políticas levou a "três conclusões inquietantes":
- Os benefícios em termos de aumento do crescimento parecem bastante difíceis de estabelecer quando se olha para um grupo alargado de países;
- Os custos em termos do aumento da desigualdade são proeminentes. Estes custos resumem o compromisso entre os efeitos de crescimento e de equidade de alguns aspectos da agenda neoliberal;
- O aumento da desigualdade, por sua vez, prejudica o nível e a sustentabilidade do crescimento. Mesmo que o crescimento seja o único ou principal objetivo da agenda neoliberal, os defensores dessa agenda ainda precisam prestar atenção aos efeitos distributivos.[22]

Vários acadêmicos veem o aumento da desigualdade resultante das políticas neoliberais como intencional e não como uma consequência de objetivos como o aumento do crescimento econômico. O geógrafo marxista David Harvey descreve o neoliberalismo como um "projeto de classe realizado pela classe capitalista corporativa" e argumentou no seu livro A Brief History of Neoliberalism que o neoliberalismo foi concebido para aumentar o poder das elites. Os economistas Gérard Duménil e Dominique Lévy postulam que "a restauração e o aumento do poder, da renda e da riqueza das classes altas" são os objetivos principais da agenda neoliberal. O economista David M. Kotz afirma que o neoliberalismo "se baseia na dominação completa do trabalho pelo capital". Da mesma forma, Elizabeth S. Anderson escreve que o neoliberalismo "transferiu o poder econômico e político às empresas privadas, aos executivos e aos muito ricos" e que "cada vez mais, estas organizações e indivíduos governam todos os outros". Em The Global Gamble, Peter Gowan argumentou que o "neoliberalismo" não era apenas uma ideologia de livre mercado, mas "um projeto de engenharia social". Globalmente, significou abrir a economia política de um Estado aos produtos e fluxos financeiros dos países centrais. Internamente, o neoliberalismo significou a reconstrução das relações sociais "em favor dos interesses dos credores e dos rentistas, com a subordinação do sector produtivo aos sectores financeiros, e um impulso para transferir a riqueza, o poder e a segurança para longe da maior parte da população trabalhadora".
Segundo o professor PhD do European Institute e da LSE Jonathan Hopkin, os EUA assumiram a liderança na implementação da agenda neoliberal na década de 1980, tornando-a "o caso mais extremo de sujeição da sociedade à força bruta do mercado". Como tal, ele argumenta que isto tornou os EUA uma situação atípica, com a desigualdade econômica atingindo "níveis sem precedentes para as democracias ricas". Ele também observa que mesmo com rendimentos médios "muito elevados para os padrões globais", os cidadãos estadunidenses "enfrentam maiores dificuldades materiais do que os seus homólogos em países muito mais pobres". Estes desenvolvimentos, juntamente com a instabilidade financeira e a escolha política limitada, resultaram em polarização política, instabilidade e revolta nos EUA.
Um estudo de 2022 publicado pelo jornal acadêmico Perspectives on Psychological Science descobriu que em países onde as instituições neoliberais têm influência significativa sobre as políticas, a psicologia dessas populações é moldada não apenas para estar mais disposta a tolerar grandes níveis de desigualdade de renda, mas na verdade preferi-la a resultados mais igualitários.

#### Crítica ao imperialismo
Vários estudiosos alegaram que o neoliberalismo incentiva ou encobre o imperialismo. Por exemplo, Ruth J Blakeley, professora de política e relações internacionais na Universidade de Sheffield, acusa os EUA e os seus aliados de fomentar o terrorismo de Estado e os assassinatos em massa durante a Guerra Fria como forma de reforçar e promover a expansão do capitalismo e do neoliberalismo no mundo em desenvolvimento. Como exemplo disto, Blakeley diz que o caso da Indonésia demonstra que os EUA e o Reino Unido colocaram os interesses das elites capitalistas acima dos direitos humanos de centenas de milhares de indonésios, apoiando o exército indonésio enquanto este travava uma campanha de assassinatos em massa, que resultou na aniquilação do Partido Comunista da Indonésia e dos seus apoiadores. O historiador Bradley R. Simpson postula que esta campanha de assassinatos em massa foi "um alicerce essencial das políticas neoliberais que o Ocidente tentaria impor à Indonésia após a derrubada de Sukarno". David Harvey argumenta que o neoliberalismo encoraja uma forma indireta de imperialismo que se concentra na extração de recursos dos países em desenvolvimento através de mecanismos financeiros.
Instituições internacionais como o Fundo Monetário Internacional (FMI) e o Banco Mundial são acusadas de praticar isso, negociando o alívio da dívida com os países em desenvolvimento. Harvey alega que estas instituições priorizam as instituições financeiras que concedem os empréstimos em detrimento dos países devedores e impõem requisitos aos empréstimos que, na verdade, funcionam como fluxos financeiros dos países devedores para os países desenvolvidos (por exemplo, para receber um empréstimo, um estado deve ter recursos suficientes reservas cambiais – exigindo que o Estado devedor compre títulos do Tesouro dos EUA, que têm taxas de juro inferiores às do empréstimo). O economista Joseph Stiglitz, economista-chefe do Banco Mundial de 1997 a 2000, afirmou: "Que mundo peculiar em que os países pobres estão, na verdade, subsidiando os mais ricos".

#### Crítica à abordagem neoliberal à saúde
A abordagem neoliberal à saúde global defende a privatização da indústria da saúde e a redução da interferência governamental no mercado, e centra-se em organizações não governamentais e organizações internacionais como o FMI e o Banco Mundial, em vez de no governo. Esta abordagem tem enfrentado críticas consideráveis, como o Acordo TRIPs que dificulta o acesso a medicamentos essenciais no sul global (ou seja, durante as pandemias de SIDA e COVID-19).
James Pfeiffer, professor de saúde global na Universidade de Washington, criticou o uso de programas de ajustamento estrutural (PAE) pelo Banco Mundial e pelo FMI em Moçambique, que resultou na redução dos investimentos governamentais com saúde, levando ONGs internacionais a preencher lacunas de serviços anteriormente preenchidas pelo governo. Rick Rowden, economista sênior da Global Financial Integrity, criticou a abordagem monetarista do FMI de dar prioridade à estabilidade de preços e à contenção fiscal, que alega ser desnecessariamente restritiva e impedir os países em desenvolvimento de aumentarem o investimento a longo prazo em infraestruturas de saúde pública.
No mundo capitalista desenvolvido, de acordo com Dylan Sullivan e Jason Hickel, os países neoliberais como os EUA têm resultados de saúde inferiores e mais pobreza em comparação com as sociais-democracias com estados de bem-estar universalistas, em particular os nórdicos. Alguns comentaristas culparam o neoliberalismo por vários males sociais, incluindo tiroteios em massa, aumento dos sem-teto, sensação de desconexão social, competição e solidão.

#### Pós-neoliberalismo e ambientalismo
Argumentou-se que a atividade econômica não regulamentada e liderada pelo comércio, bem como a negligência com a poluição, levaram à degradação ambiental. Além disso, os modos de produção encorajados pelo neoliberalismo são criticados por poderem reduzir a disponibilidade de recursos naturais a longo prazo e, portanto, podem não ser sustentáveis dentro do espaço geográfico limitado do mundo.
De acordo com o ecologista William E. Rees, o "paradigma neoliberal contribui significativamente para o desmoronamento planetário" ao tratar a economia e a ecosfera como sistemas totalmente separados e ao negligenciar a última. David Harvey argumenta que o neoliberalismo é o culpado pelo aumento das taxas de extinção. Notavelmente, ele observa que "a era da neoliberalização também é a era da extinção em massa de espécies mais rápida na história recente da Terra". O filósofo estadunidense e ativista dos direitos dos animais Steven Best argumenta que três décadas de políticas neoliberais "mercantilizaram o mundo inteiro" e intensificaram "o ataque a todos os ecossistemas da Terra como um todo". O neoliberalismo reduz a "tragédia dos comuns" a um argumento a favor da propriedade privada.
Críticos como o geógrafo britânico Noel Castree concentram-se na relação entre o neoliberalismo e o ambiente biofísico e explicam que os críticos dos neoliberais veem o mercado livre como a melhor forma de mediar a relação entre produtores e consumidores, bem como de maximizar a liberdade num sentido mais geral que consideram como inerentemente bom. Castree também afirma que a suposição de que os mercados permitirão a maximização da liberdade individual é incorreta.
A conservação e a gestão dos recursos naturais também foram impactadas pelas políticas neoliberais e pelo desenvolvimento. Antes da neoliberalização dos esforços de conservação, a conservação era feita por entidades governamentais e reguladoras. Embora a conservação tenha sido tipicamente considerada a "antítese da produção", com a mudança global em direção à neoliberalização, os programas de conservação também se transformaram num "modo de produção capitalista". Isso é feito através da dependência de entidades privadas, organizações não governamentais, da mercantilização de recursos e do empreendedorismo (grande e pequeno). O acesso ao mercado através da mercantilização dos recursos naturais tornou-se uma ferramenta neoliberal para o desenvolvimento futuro das comunidades e regiões.
Um estudioso e crítico da conservação neoliberal, Dan Klooster, publicou um estudo sobre certificação florestal no México que demonstrou as consequências socioambientais das redes de conservação neoliberais. Neste exemplo, os mercados globais e o desejo por produtos de origem sustentável levaram à adoção de programas de certificação florestal, como o Fundo de Conservação Florestal, por parte de empresas mexicanas. Estas certificações exigem que os gestores florestais melhorem os aspectos ambientais e sociais da colheita de madeira e, em troca, obtenham acesso a mercados internacionais que preferem o consumo de madeira certificada. Hoje, 12% das florestas exploradas no México o fazem sob certificação. No entanto, muitas pequenas empresas madeireiras não conseguem competir com sucesso entre as forças do mercado global sem aceitar custos inacessíveis de certificação, preços e procura de mercado insatisfatórios. Klooster utiliza este exemplo de conservação para demonstrar como os impactos sociais da mercantilização da conservação podem ser tanto positivos como negativos. Por um lado, a certificação pode criar redes de produtores, certificadores e consumidores que se opõem às disparidades socioambientais causadas pela indústria florestal, mas por outro lado também pode alargar ainda mais as divisões Norte-Sul.

## Críticas
Segundo as definições tradicionais, a palavra "socialismo" remete a um sistema econômico onde há propriedade coletiva dos meios de produção para satisfazer as necessidades humanas de bem-estar social, características que estão extremamente distantes da realidade venezuelana, cuja economia encontra-se majoritariamente nas mãos da iniciativa privada[carece de fontes?]. Tim Worstall, analista da revista americana Forbes, afirma que a economia da Venezuela não possui de fato um sistema socialista, mas sim uma política econômica que se opõe à atuação dos mercados.
A despeito disso, existem outras críticas ao chamado "socialismo do século XXI" vinda de setores da direita política, que afirmam que este modelo de governo defende ideias "ultrapassadas" e "fora de moda". José María Aznar afirma que o "socialismo do século XXI" assume características autoritárias e totalitárias. O Arcebispo de Mérida, dom Baltazar Porras, disse que o socialismo do século XXI é ideologicamente indefinido, que visa "distrair a atenção" e que "parece mais um supermercado" e/ou seria tecnicamente a volta ao Escambo, segundo seu pronunciamento. Para o arcebispo, outras características do "socialismo do século XXI" são o autoritarismo, o populismo e o militarismo.
Há também aqueles que pensam que o "socialismo do século XXI" trata-se de um mero slogan, como também existem aqueles que afirmam que tais políticas pretendem criar o que chamam de economia equivalente, onde o cidadão não obtém nenhuma receita com base no seu conhecimento ou preparo, mas no tempo necessário para concretizar um produto ou serviço e, neste contexto, os cidadãos perdem o poder de decidir o quão valioso o seu trabalho é.